# جسر خليج جيسبيك
جسر ونفق خليج تشيزبيك (بالإنجليزية: Chesapeake Bay Bridge-Tunnel CBBT)‏ هو جسر طوله 23 ميلا (37 كم) يقع في مصب خليج تشيسابيك يربط شبه جزيرة ديلمارفا في شرق ولاية فيرجينيا مع فرجينيا بيتش والتجمع الحضري ودس هامبتون بفرجينيا.